# Milton (West Dunbartonshire)
Milton (historiquement Milton de Colquhoun) est un village dans le West Dunbartonshire, en Écosse.
Le village se trouve à environ 2 km à l'est de Dumbarton, sur la route A82 entre Glasgow et Loch Lomond.
Il y avait auparavant une école primaire. Elle se trouvait dans un bâtiment maintenant désaffecté, situé sur la route d'Overtoun. La seconde école était située sur la route principale, elle est restée ouverte jusque dans les années 2000. Un centre de sauvetage des animaux est également présent.
On y trouve également les carrières de Dumbuck, qui ont morcelé une bonne partie de la colline de Dumbuck. Une ligne de chemin de fer passe également dans le village, mais aucune gare n'a jamais été construite.
Un des centres d'intérêt du village était la maison de Jackie Stewart, le pilote de course. Sa famille a tenu le "Dumbuck Garage" dans le village. Ian Napier, un as de l'aviation, est également natif du village.